# Vulpiella
Vulpiella is een geslacht uit de grassenfamilie (Poaceae). De soorten van dit geslacht komen voor in Europa en Afrika. 

## Soorten
Van het geslacht zijn de volgende soorten bekend: 
- Vulpiella incrassata
- Vulpiella stipoides
- Vulpiella tenuis